# Marmosops ocellatus
Marmosops ocellatus é uma espécie de marsupial da família Didelphidae. Pode ser encontrada na Bolívia e no Brasil.
Considerada como sinônimo de Marmosops impavidus ou então de Marmosops dorothea, foi elevada a categoria de espécie distinta em 2004.